# Bitwa pod Termopilami (1941)
Bitwa pod Termopilami – bitwa stoczona podczas II wojny światowej w dniach 24–25 kwietnia 1941 r. w trakcie niemieckiej inwazji na Grecję.
Oddziały australijskie i nowozelandzkie zajęły pozycje obronne na przesmyku Termopile, który słynny jako historyczne miejsce bitwy stoczonej w 480 r. p.n.e. między wojskami greckimi i perskimi, stał się znowu areną działań wojennych. Nowozelandzki dowódca gen. Bernard Freyberg otrzymał zadanie obrony tego terenu i odpowiednio rozmieścił dwie brygady nowozelandzkie: 5 Brygada została rozmieszczona wzdłuż drogi nadbrzeżnej, podgórza na południe od miasta Lamia i rzeki Spercheios; natomiast 4 Brygada została rozmieszczona z prawej strony gdzie patrolowała wybrzeże, zaś 6. została w rezerwie. W sektorze australijskim 19 Brygada w składzie dwóch batalionów broniła Brallos. Obie brygady: 19. australijska i 6. nowozelandzka miały zatrzymać niemieckie natarcie przez dawny przesmyk (wówczas znacznie szerszy niż 2400 lat wcześniej) i umożliwić pozostałym oddziałom wycofanie się.
24 kwietnia oddziały niemieckie: 5 Dywizja Górska oraz 6 Dywizja Górska pod dowództwem gen. Ferdinanda Schörnera zaatakowały Australijczyków i Nowozelandczyków, napotkały jednak silny opór tracąc 15 czołgów. Australijczycy i Nowozelandczycy wytrzymali cały dzień. 25 kwietnia Niemcy, którzy sforsowali rzekę Spercheios, zajęli Termopile. Natomiast Australijczycy i Nowozelandczycy po zakończeniu akcji opóźniającej wycofali się w kierunku plaż ewakuacyjnych i wystawili nowe oddziały w Tebach.